# Rzeźba Psa Asa w Warszawie
Rzeźba Psa Asa – rzeźba wyżła Asa, bohatera noweli Adolfa Dygasińskiego As, znajdująca się w Łazienkach Królewskich w Warszawie.

## Opis
Rzeźba leżącego psa jest kopią brązowej rzeźby Czesława Makowskiego z 1903, będącej elementem nagrobka Adolfa Dygasińskiego na stołecznym cmentarzu Powązkowskim.
Rzeźba została ustawiona przy Starej Pomarańczarni, w miejscu pochówku psów strażniczych Łazienek.